# Ашхабад (кинотеатр, Ашхабад)
«Ашхабад» — кинотеатр, расположенный на проспекте Махтумкули в Ашхабаде. Открыт 29 июня 2011 года. Первый 3D кинотеатр в Туркменистане.

## История
Инициатором создания 4D-кинотеатра выступил Президент Туркменистана. Соответствующий тендер на строительство объявил Центральный банк Туркменистана в январе 2008 года.
В сентябре было объявлено что турецкая строительно фирма «Ичкале», по заказу государственного концерна «Туркменнебитгазгурлушик» построит в центре Ашхабада новый современный кинотеатр. Стоимость объекта более 20 млн долларов США. В дальнейшем объект был передан под строительство французской компании Vinci.
Церемонии открытия здания состоялась 29 июня 2011 года при участии Президента Туркменистана Гурбангулы Бердымухамедова.

## Характеристика
В кинотеатре два зала, большой (500 зрительных мест) и малый (70 зрительных мест). «Ашхабад» является первым кинотеатром в Туркмении где есть возможность смотреть фильмы в цифровом формате 3D.
Общая площадь киноцентра составляет около 4,5 тысяч квадратных метров. Фасад здания облицован белым мрамором и серым гранитом, а также оформлен витражами. В комплексе функционирует интернет-кафе, магазин для продажи книг и сувениров, летнее кафе. Перед главным входом располагается площадь для торжественных мероприятий.

## Репертуар
В кинотеатре демонстрируются преимущественно документальные фильмы о Туркменистане. Существует негласное требование о показе фильмов исключительно на туркменском языке. В 2013 году впервые в Туркменистане прошли Дни «Мосфильма» при участии Карена Шахназарова.